# Luup
株式会社Luup（ループ）は、日本のマイクロモビリティシェアリングサービスプロバイダー。東京都品川区に本社を置く。
特定小型原動機付自転車（電動キックスケーター）や電動アシスト自転車のシェアリングサービスLUUP（ループ）を運営している。 2020年5月に東京でサービスを提供開始した。

## 沿革
- 2018年（平成30年）
  - 7月30日 - umeris株式会社（ユメリス）として設立[2][3]。
  - 12月19日 - 株式会社Luupへ商号変更[2]。
- 2019年（平成31年 / 令和元年）
  - 4月18日 - 国内では初となる自治体（浜松市・奈良市・四日市市・多摩市・横瀬町）と、新しい公共交通と観光に関する連携協定を締結[4]。
  - 5月28日 - 国内電動キックボード事業者を中心に、マイクロモビリティの社会実装を促進する「マイクロモビリティ推進協議会」を設立[5]。
  - 10月18日 - 規制のサンドボックス制度のモビリティ分野における初認定を、電動マイクロモビリティ「LUUP」の実証計画が取得[6]。
- 2020年（令和2年）
  - 5月25日 - シェアサイクルサービス「LUUP」の提供を開始（渋谷区、目黒区、港区、世田谷区、品川区、新宿区の一部）[3]。当初は電動アシスト自転車のみ。
  - 10月16日 - 電動キックボードの公道走行実証の計画が「新事業特例制度」に認定。原動機付自転車としての実証実験だが、最高速度を20km/hに。自転車レーンでの走行が許可される[7]。
- 2021年（令和3年）
  - 4月2日 - 大阪市内でLUUPの提供を開始[8]。
  - 4月23日 - LUUPにて電動キックボードのシェアリングサービスを実証実験として開始。LUUPアプリより、電動アシスト自転車に加えて電動キックボードが利用可能に[9]。
  - 10月15日 - 宇治市内において電動キックボードのシェアリングサービスを実証実験として開始（同年12月5日まで）[10]。
  - 10月21日 - 横浜みなとみらい21地区にて電動キックボードシェアリングサービスの実証実験を開始（2022年3月31日まで）[11]。
  - 11月26日 - 京都市でLUUPの提供を開始。当初は電動アシスト自転車のみ[12]。
- 2022年（令和4年）
  - 2月15日 - ロゴおよびキックボードのデザイン変更を発表[13][14]。黒色ベースから白色ベースに車両がアップデートされ、視認性が向上。
  - 4月19日- 電動キックボードをはじめとする電動小型モビリティの車両区分を新しく定める改正道路交通法が国会で成立し、2023年7月1日（土）に施行。これにより、日本人国籍を持たなくとも16歳以上であれば電動キックボードを利用できるようになった。Luupは英語版ガイドブックを作成[15]。
  - 12月1日 - 宇都宮市で電動アシスト自転車および電動キックボードのシェアリングサービスを実証実験として開始（電動キックボードは2023年1月10日から）[16]。
- 2023年（令和5年）
  - 3月29日 - 神戸市でLUUPの提供を開始[17]。
  - 5月31日 - 名古屋市でLUUPの提供を開始[18]。
  - 7月1日 - 電動キックボードをはじめとする電動小型モビリティの車両区分を新しく定める改正道路交通法が施行[19]。
  - 7月31日 - 広島市でLUUPの提供を開始[20]。
- 2024年（令和6年）
  - 3月27日 - 福岡市でLUUPの提供を開始[21]
  - 6月20日 - 新サービス「LUUP for Community」の提供を開始[22]。
  - 6月25日 - 電動シートボードを発表[23]。
  - 10月29日 - 北九州市でLUUPの提供を開始[24]。
- 2025年（令和7年）
  - 6月10日 - 訪日中国人の利用を見込んで、中国で普及しているコミュニケーションサービス「WeChat」から、電動アシスト自転車を借りられるようにしたと発表した[25][26]。
  - 7月31日 - 札幌市でLUUPの提供を開始[27]

## LUUP
LUUPとは、同社が提供しているシェアリングサービスであり、特定小型原動機付自転車（電動キックボード）の代名詞にもなっている。
スマートフォン向けのアプリから、電動アシスト自転車あるいは電動キックボードを選択して利用することができる。2023年10月現在でのサービス提供地域は東京23区の一部、横浜市中区・西区・神奈川区（電動キックボードのみ）、大阪市、京都市、近畿大学東大阪キャンパス（電動キックボードのみ）、宇都宮市、神戸市、名古屋市、広島市である。

### 企画・製造
LUUPは中国のメーカー等の信頼できるパートナー企業とタッグを組んで開発を進めている。2019年4月の実証実験の時点では電動キックボードは中国製であると報道されている。2021年1月に元HUAWEIジャパン・LINE・ソフトバンクロボティクスの鄭万哲氏がハードウェア統括として参画していたが、2025年6月時点では在籍が確認できないため、退職したとみられる。

### 電動アシスト自転車

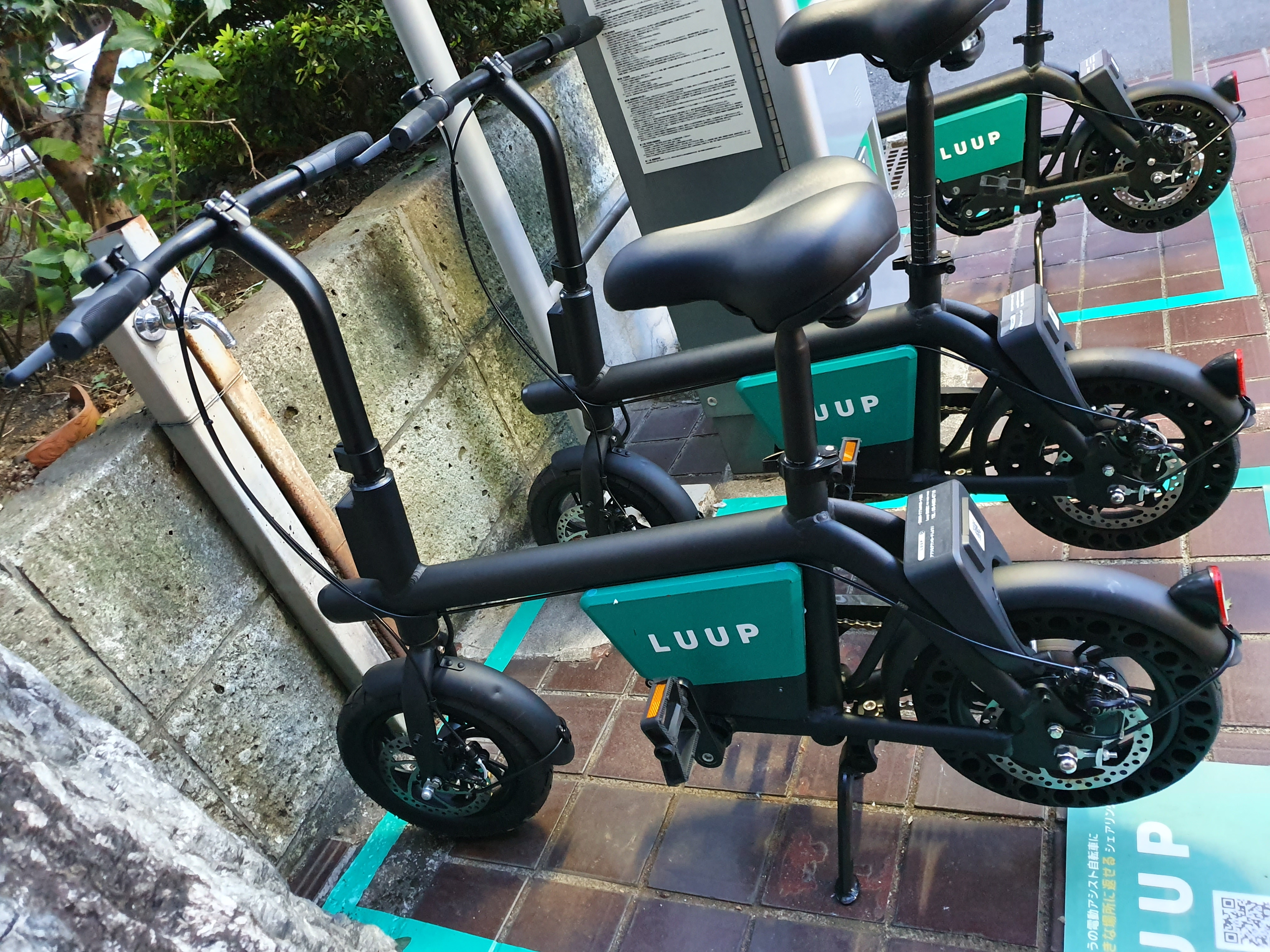
LUUPの電動アシスト自転車

Luupが自社開発した電動アシスト自転車が用いられる。

### 電動キックボード

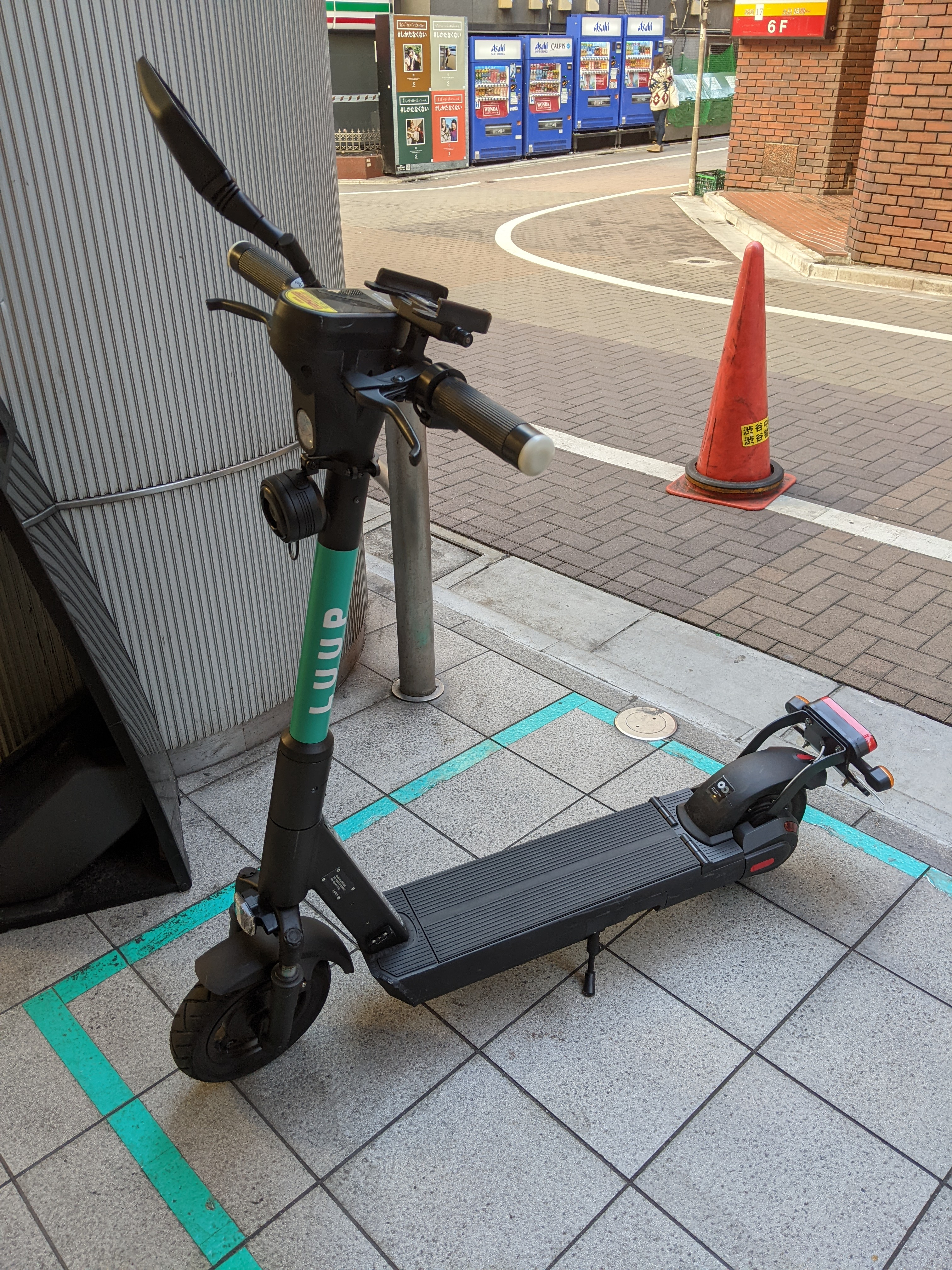
LUUPの電動キックボード

2023年7月に改正道路交通法が施行されて以降、最高速度は20km/h。歩道は例外を除き走行できないが、普通自転車専用通行帯や自転車道は走行できる。特定小型原動機付自転車に区分されるため、専用ナンバープレートが装備されているほか、16歳以上であれば免許証は不要。
ヘルメットの着用は自転車と同様、努力義務となっている。

右折時は二段階右折が必須。二段階右折の必要性が不明な場合は、降車して車体を押して歩き、歩行者と同じように横断歩道を利用して右折先まで移動し、再度乗車する方法をLuupは推奨している。
電動キックボードは改良を重ねており、10種類以上あると報道されている。

#### 事故
2022年9月、東京都中央区でシェアリングサービス会社の電動キックボードを運転中に会社役員の男性が転倒して死亡した。道交法違反（酒気帯び運転）容疑で、会社役員を容疑者死亡のまま書類送検。またノーヘルでの危険性が指摘されていた。同社の利用者が起こしたと報じられた。
2023年7月に法改正して以降、特定小型原動機付自転車の死亡事故は1件発生しているが、LUUPの車両によるものではなく、自転車型の車両に乗車していた男性が死亡した。
2023年9月、無職女性（23）がレンタルしたLUUPの電動キックボードで走行中に、東京都豊島区東池袋の歩道で60代女性と衝突し、女性は転倒し肋骨などを骨折したが加害者は逃亡した。過失運転致傷の自動車運転死傷処罰法違反とひき逃げの道路交通法違反の疑いで、近辺にいた警察官に逮捕された。警視庁によると、電動キックボードが絡む人身事故は2023年7月の1カ月間で、2023年1～6月の半年間に発生した件数の約半数に上った。
警察庁は2024年9月に改正道交法の「特定小型原動機付自転車」による交通事故や交通違反交通違反の1年間の状況を発表したが、東京都で7割が起こり、事故件数は219件、負傷者は226人であった。

#### ユーザーの法令違反
首都高では2024年4月から7件の侵入が確認されている。社長の岡井大輝は一部の利用者が何度も違反行為をしており撲滅できるとの趣旨を発言している。検挙は高止まりしているが、2024年6月末から警察などと連携し、飲酒運転やひき逃げなど重大な違反をした利用者のアカウントは即座に凍結の方針を公表している。また、歌舞伎町や六本木などでは利用者の飲酒運転率の高さが相当になっている。これらについて事業者の対応が追いついていないとの指摘がある。

#### 設置場所に関する物議
2024年11月、水道メーターの上にポートが設置されていたため、東京都水道局は公式X（@tocho_suido）で注意喚起を行った。検針やメーター交換の支障となる他、漏水等の際、止水の妨げともなることとして、水道メーター上に自転車などを置かないように投稿したと報じられた。また、複数のホテルやマンションの設置場所が避難器具の降り口であったり、消火活動に必要な送水口付近のため消防法違反の可能性があることも指摘されている。問題となった鶴橋駅のポートを設置したJR西日本は「行政による不法駐輪対策が及ばない当社用地のため、対策として簡単に移動させられるタイプのシェアサイクルポートを設置し、シェアサイクル事業者を現地の管理者とすることで不法駐輪対策等に努めておりました」と説明した。大阪市消防局によれば本来このようなケースでは建物の所有者にのみ指導を行うが、今回のケースではLuupにも指導を行ったと報道された。2025年3月にはポートの近くに消防関連設備や水道メーターが存在する場合は、利用を妨げない形で設置することを規則化。既存のポートも全て再点検済みで、新基準に反しているものを是正している最中としている。

#### 海外における類似サービスの議論
海外では道端に車両を放置するモデルで普及したが、課題が多く、現在は自治体が運営主体となる形式も増えている。Luupは民間の用地にポートを設置するモデルである。
パリでは、2022年の電動キックボードによる死亡事故は3件、負傷事故は459件となった現状を背景に批判が高まり、2023年4月に行われた住民投票で9割が反対であったため8月に行政主導によるレンタル事業の全面廃止に至った。イギリスでも利用者が靱帯断裂事故を起こしたり、アメリカでは飲酒運転の問題もある。パリでは、電動キックボードのシェアが廃止されたのち、レンタル電動自転車の利用者数が急増したと報道されている。ただし、パリ市でも私有の電動キックボードの所持・走行については引き続き認められている他、同様の動きが他の欧州の都市でも立て続けに起きているわけではないとしている。
韓国では、BTSが電動キックボードを飲酒運転で転倒し、近くの警察官に発見され酒気帯び運転が発覚した。韓国では電動キックボードの運転には免許を要するが、罰金を受けた上免許は取り消しとなった。この影響もあり電動キックボード・スクーターの飲酒・無免許運転を防ぐための法案が発議された。BTSシュガ防止法とも評されている。警察庁などの統計によると、2019年 - 2023年の最近5年間でパーソナルモビリティが加害車両である交通事故は合計7854件発生し、87人が死亡して8665名が負傷したと報道されている。

### 広告と報道
2024年10月24日、二宮和也がLUUPの新CMに起用され記者会見を行った。これに対し、SNS上ではLUUP（および特定小型原動機付自転車）の利用者の悪質な運転を指摘する声が相次いでいるため、本人への好感度が下がったとの意見もXに投稿されたと報じられている。二宮自身も会見でLUUP利用者を見て危ないと感じることがあり、マナーがなってないと残念と語った。また、同社は元警視総監を監査役に迎えたことについて、交通ルールの周知徹底と安全対策の充実強化を指導を受けると説明している。同社は10月16日に元警視総監や経産省出身者らを社外取締役などに迎えている。なお本人はプライベートでも電動キックボードを利用していると公言している。
2024年11月現在、SNSやマスコミを中心に批判が起こっている現状と報じられている賛否についてテレビ討論も行われた。

### 高齢者向け電動モビリティ
同社代表の岡井大輝は、電動キックボードや電動アシスト自転車の利用者は（立位で乗車できる）健常者に限定されてしまうため、将来的には着座して利用でき、安定性の高い高齢者向け電動モビリティの導入も目指すとしている。